# Das Fleisch der Wassermelone
Das Fleisch der Wassermelone (Originaltitel: chinesisch 天邊一朵雲 / 天边一朵云, Pinyin tiānbiān yī duǒ yún – „Eine Wolke am Horizont“, internationaler Titel: The Wayward Cloud) ist ein französisch-taiwanischer surrealer Liebesfilm mit Musical-Elementen des taiwanischen Regisseurs Tsai Ming-liang. 
Der Film war Taiwans offizieller Kandidat auf eine Nominierung in der Kategorie Bester fremdsprachiger Film bei der 78. Oscarverleihung.

## Handlung
Taiwans Hauptstadt Taipeh wird von einer ungewöhnlich langen Trockenperiode mit sommerlichen Temperaturen geplagt, die zu einem allgegenwärtigen Wassermangel führen. Die Regierung ruft daraufhin den Wassernotstand aus und fordert die Bevölkerung auf, anstatt Trinkwasser die reichlich vorhandenen Wassermelonen zu nutzen. 
Die alleinstehende Koreanerin Shiang-chyi kehrt vor dem Hintergrund der Hitzewelle für einen Sommer aus der französischen Hauptstadt zurück. Die Trockenheit zwingt Shiang-chyi an ihrer Arbeitsstelle Wasser zu stehlen oder den Saft von Wassermelonen zu trinken. Auf einer Freizeitanlage der Millionenstadt begegnet sie eher zufällig ihrem Ex-Freund Hsiao-kang, einem ehemaligen Uhrenverkäufer. Die junge Frau weiß zu diesem Zeitpunkt nicht, dass ihr ehemaliger Freund im gleichen Wohnkomplex, genau zwei Stockwerke über ihr, seinen Lebensunterhalt als Pornodarsteller verdient. Mit einer minimalistischen Filmcrew dreht der junge Mann mit einer Japanerin äußerst niedrig budgetierte Pornofilme in allen erdenklichen Positionen und vorzugsweise mit Melonen.
Zwischen Shiang-chyi und Hsiao-kang entwickelt sich nach und nach eine zarte Romanze. Als die junge Frau jedoch erfährt, welchem Beruf ihr Angebeteter nachgeht, wendet sie sich kurzerhand von ihm ab. Schließlich überwindet sie sich aber doch und steht ihm bei einem bizarren Pornodreh bei.

## Kritiken
Das Lexikon des internationalen Films schrieb der Film sei eine „überbordende Kinofantasie“, die mit „drastischen Bildeinfällen“ eine „existenzielle Leere und eine tiefe Einsamkeit“ präsentiere.

## Auszeichnungen
Golden Horse Film Festival 2005 (Taipeh)
- Nominierungen für den Golden Horse Award in den Kategorien „Bester Film“ und „Beste Regie“

Internationale Filmfestspiele Berlin 2005
- Alfred-Bauer-Preis für Tsai Ming-liang
- FIPRESCI-Preis für Tsai Ming-liang
- Silberner Bär in der Kategorie „Herausragende künstlerische Leistung“
- Nominierung für Goldener Bär